# Синдром Ґарднера
Синдром Ґарднера — спадковий аденоматозний поліпоз товстої кишки (можливе злоякісне переродження), надкомплектні зуби, волокниста дисплазія черепа, остеоми, фіброми та епітеліальні кісти.
Синдром Ґарднера, названий на честь американського генетика людини Елдона Джона Ґарднера (* 1909 в штаті Юта, † 1989). Є рідкісним спадковим раковим захворюванням, яке виникає через мутації аденоматозного білка поліпозної палички. Це трапляється приблизно у 1 із 10 000 новонароджених і успадковується як аутосомно-домінантна ознака.
Синдром описується як фенотиповий варіант сімейного аденоматозного поліпозу (FAP) (який відбувається через успадкування). На додаток до аденом товстої кишки, доброякісних пухлин кісток (напр. остеоми), шкіри, підшкірної клітковини та сполучної тканини (наприклад, атероми, ліпоми, фіброми, лейоміоми). Інші особливості, пов'язані з синдромом Ґарднера, — це гіпердонтія (надмірна кількість зубів), поліпи товстої кишки та шлунка та епідермоїдні кісти.

## Терапія
Оскільки синдром Ґарднера, як і сімейний аденоматозний поліпоз, є обов'язковим передраковим станом (100 % ймовірності розвитку раку товстої кишки), терапія — це рання тотальна колектомія.